# Qiongzi
Qiongzi (kinesiska: 琼孜, 琼孜乡) är en socken i Kina. Den ligger i den autonoma regionen Tibet, i den sydvästra delen av landet, omkring 340 kilometer sydväst om regionhuvudstaden Lhasa. Antalet invånare är 2 704. Befolkningen består av 1 326 kvinnor och 1 378 män. Barn under 15 år utgör 27,0 %, vuxna 15-64 år 68 %, och äldre över 65 år 3,0 %.
Genomsnittlig årsnederbörd är 880 millimeter. Den regnigaste månaden är juli, med i genomsnitt 215 mm nederbörd, och den torraste är december, med 4 mm nederbörd.